# Ореса
«Ореса» (бел. «Арэса») — белорусский футбольный клуб из города Любань.

## История
В начале 1990-х клуб из Любани «Ореса» — по названию реки Орессы (бел. Арэса), протекающей через город, участвовал в четырёх первенствах третьей лиги Беларуси. Главным тренером команды был Александр Саврицкий.
С 2002 года в чемпионате Минской области играла команда под названием «Любань». В 2014 году она заняла второе место, что позволило ей в следующем году играть во второй лиге. В группе «Б» «Любань» заняла 8-е место из 10, в стыковых матчах за 15-е место в первой игре проиграла дома минскому «Агрокомбинату Ждановичи» со счётом 0:9 и не явилась на ответную игру. Пропустив 2016 год, в первенстве второй лиги 2017 года «Любань» заняла 11-е место из 14.
Перед сезоном 2018 года команда в конце марта отказалась от участия в турнире. В 2020 году выступала в чемпионате Минской области, а в 2021 году в результате слияния второй лиги с чемпионатами области вновь играла во Второй лиге — 10-е место из 11 в зоне «Юг» первенства области и 19-е место в стыковых матчах. В сезоне 2022 года клуб отказался от участия в первенстве. В марте 2023 года клуб под названием «Ореса» был заявлен во вторую лигу.